# No Presents for Christmas
Singles de King Diamond
Halloween
(1986)
No Presents for Christmas est le premier single de King Diamond. Il est sorti le 25 décembre 1985.

## Morceaux
01. "No Presents for Christmas" – 4:20
- Musique: King Diamond & Michael Denner
- Paroles:   King Diamond

02. "Charon" – 4:10
- Musique: King Diamond & Michael Denner
- Paroles:   King Diamond

## Credits
- Mikkey Dee - Batterie
- Michael Denner - Guitare
- Andy LaRocque - Guitare
- Timi Hansen - Basse
- King Diamond - Chants